# Лащилин, Борис Степанович
Бори́с Степа́нович (по документам Стефа́нович) Лащи́лин (21 сентября 1906, станица Михайловская, Хопёрский округ, область Войска Донского — 20 января 1987) — писатель-историк, журналист, фольклорист, краевед, член Союза писателей СССР.

## Биография
Заочно учился на литературном отделении Государственной академии художественных наук (Литературном институте имени А. М. Горького).
В начале 30-х годов — корреспондент «Известий», в 1933—1934 годах — корреспондент сталинградской газеты «Советская деревня», затем Сталинградского отделения ТАСС.
С 1939 года — член Союза писателей СССР.
Лащилин Б. С. изучал сказания, песни, частушки, успешно занимался собирательством казачьего фольклора.